# Dolní Radouň
Dolní Radouň (dříve Německá Radouň, německy Wenkerschlag) je vesnice, část města Jindřichův Hradec v okrese Jindřichův Hradec v Jihočeském kraji. Nachází se šest kilometrů severně od Jindřichova Hradce. Dolní Radouň je také název katastrálního území o rozloze 14,44 km².

## Historie
První písemná zmínka o vesnici pochází z roku 1294. Nazvána latinsky „Raduna Magna“, tedy Velká Radouň. Na jih leží Radouňka (Malá Radouň). Roku 1378 nazvána latinsky Radun Theutunicali. V roce 1921 zde žilo 616 obyvatel, z toho 114 obyvatel české národnosti a 499 obyvatel německé národnosti. V roce 1930 zde žilo 586 obyvatel. V letech 1938 až 1945 byla Dolní Radouň (tehdy pod názvem Německá Radouň, německy Wenkerschlag), v důsledku uzavření Mnichovské dohody, přičleněna k nacistickému Německu.

## Přírodní poměry
Ve východní části katastrálního území se nachází rybník Horní Lesák, který je součástí přírodní památky Rybníky u Lovětína.

## Obyvatelstvo
| Rok            | 1869 | 1880 | 1890 | 1900 | 1910 | 1921 | 1930 | 1950 | 1961 | 1970 | 1980 | 1991 | 2001 | 2011 | 2021 |
| -------------- | ---- | ---- | ---- | ---- | ---- | ---- | ---- | ---- | ---- | ---- | ---- | ---- | ---- | ---- | ---- |
| Počet obyvatel | 857  | 822  | 823  | 742  | 624  | 616  | 586  | 397  | 354  | 295  | 255  | 239  | 214  | 227  | 262  |
| Počet domů     | 125  | 128  | 120  | 123  | 129  | 123  | 126  | 97   | 80   | 77   | 67   | 89   | 96   | 104  | 104  |

## Obecní správa
Při sčítání lidu v letech 1869–1979 Dolní Radouň byla samostatnou obcí v okrese Jindřichův Hradec. Od 1. ledna 1980 je částí města Jindřichův Hradec ve stejnojmenném okrese.

## Galerie

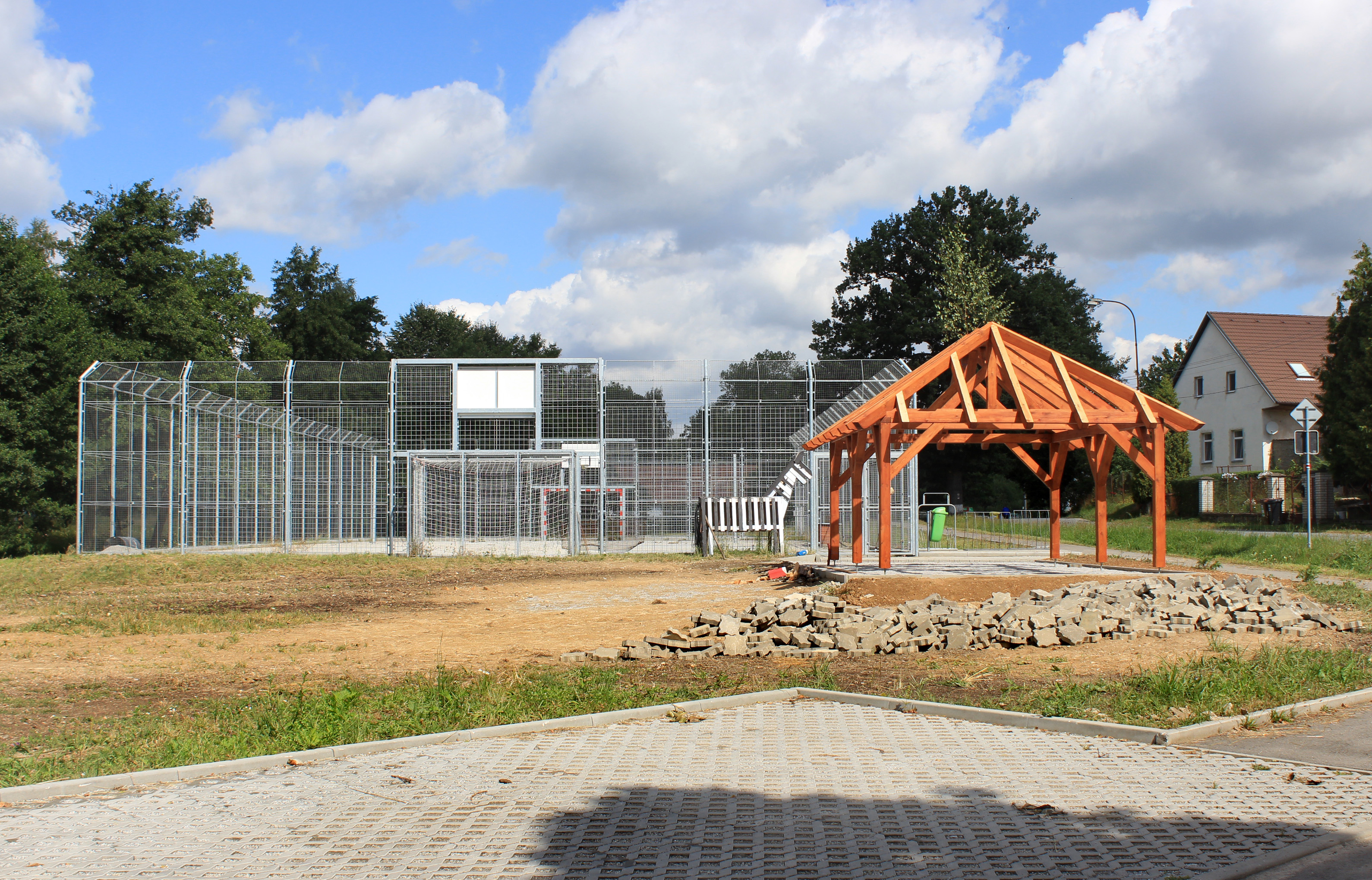
Nové hřiště na návsi
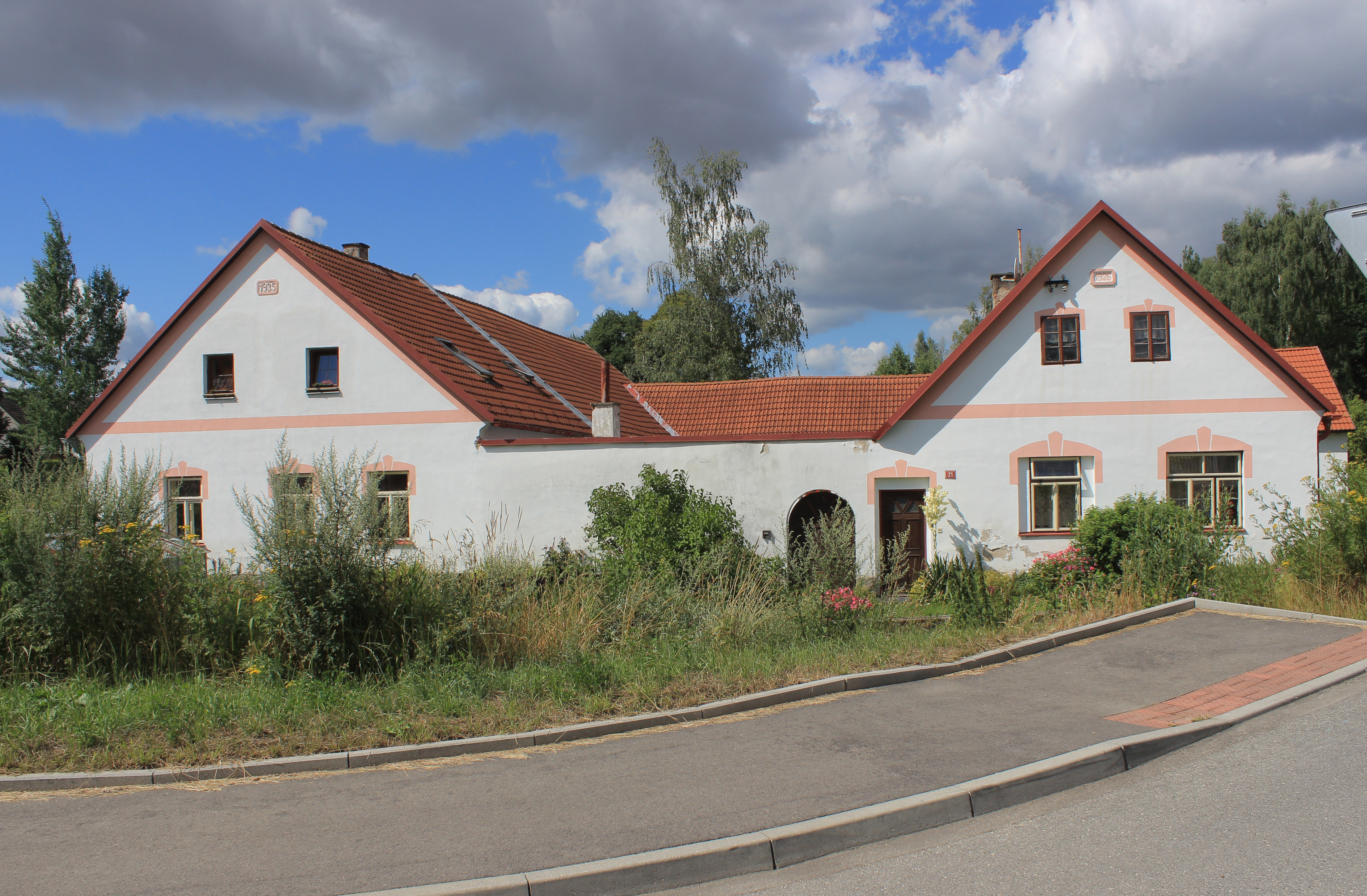
Opravený statek
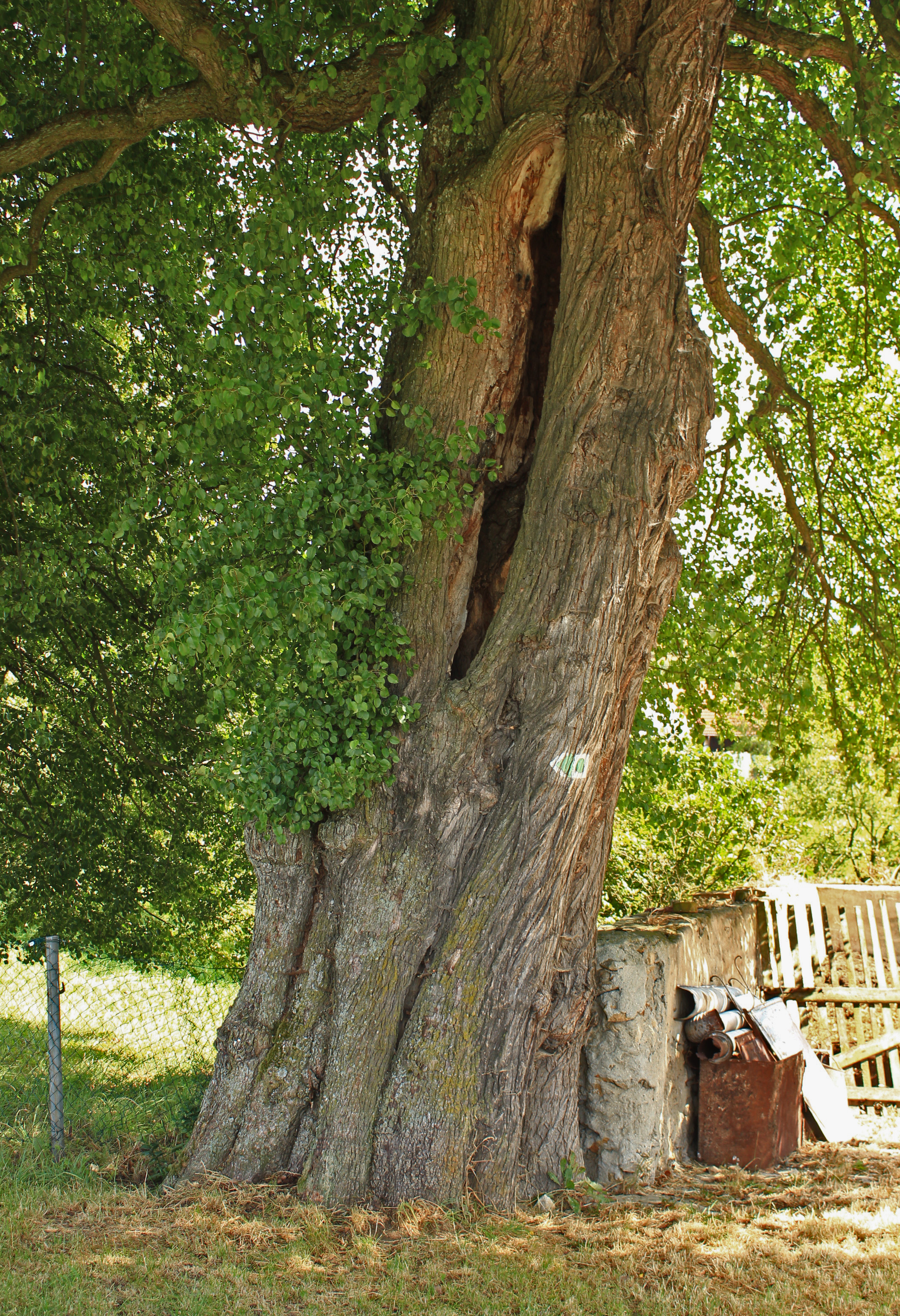
Chráněná hrušeň
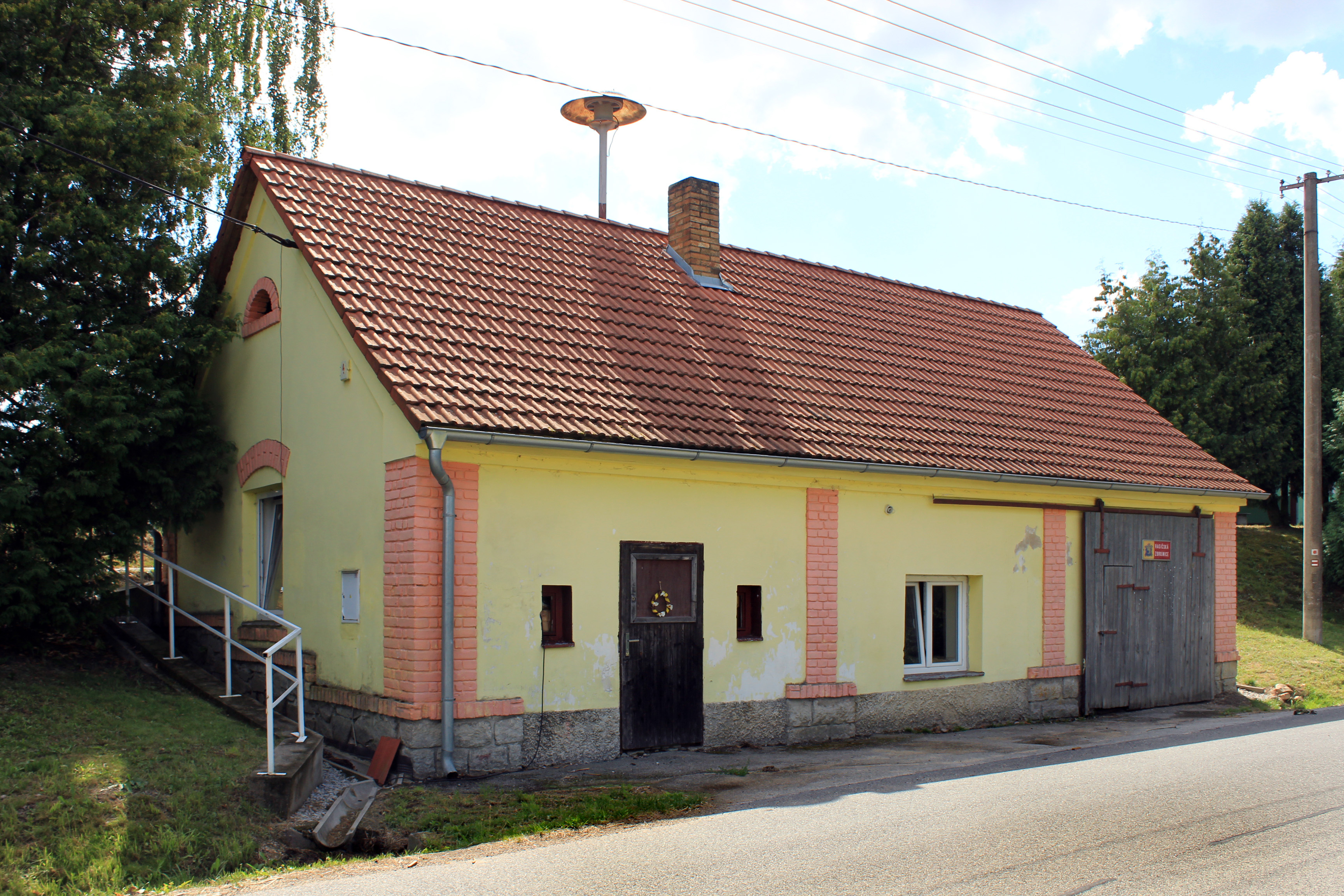
Bývalá hasičárna